# Джонсон-Крік (Вісконсин)
Джонсон-Крік (англ. Johnson Creek) — селище (англ. village) в США, в окрузі Джефферсон штату Вісконсин. Населення — 3318 осіб (2020).

## Географія
Джонсон-Крік розташований за координатами 43°4′45″ пн. ш. 88°46′16″ зх. д. / 43.07917° пн. ш. 88.77111° зх. д. (43.079053, -88.771069).  За даними Бюро перепису населення США в 2010 році селище мало площу 7,84 км², з яких 7,81 км² — суходіл та 0,03 км² — водойми.

## Демографія
Згідно з переписом 2010 року, у селищі мешкало 2738 осіб у 1049 домогосподарствах у складі 736 родин. Густота населення становила 349 осіб/км².  Було 1118 помешкань (143/км²).
Расовий склад населення:
| - 93,2 % — білих - 1,2 % — азіатів - 0,9 % — чорних або афроамериканців - 0,3 % — корінних американців - 2,8 % — осіб інших рас |

До двох чи більше рас належало 1,5 %. Частка іспаномовних становила 7,5 % від усіх жителів.
За віковим діапазоном населення розподілялося таким чином: 27,0 % — особи молодші 18 років, 64,6 % — особи у віці 18—64 років, 8,4 % — особи у віці 65 років та старші. Медіана віку мешканця становила 32,4 року. На 100 осіб жіночої статі у селищі припадало 95,4 чоловіків;  на 100 жінок у віці від 18 років та старших — 95,6 чоловіків також старших 18 років.
Середній дохід на одне домашнє господарство  становив 76 145 доларів США (медіана — 69 519), а середній дохід на одну сім'ю — 86 300 доларів (медіана — 80 200). Медіана доходів становила 50 095 доларів для чоловіків та 45 000 доларів для жінок. За межею бідності перебувало 6,2 % осіб, у тому числі 9,1 % дітей у віці до 18 років та 1,7 % осіб у віці 65 років та старших.
Цивільне працевлаштоване населення становило 1593 особи. Основні галузі зайнятості: виробництво — 22,3 %, освіта, охорона здоров'я та соціальна допомога — 21,0 %, роздрібна торгівля — 11,2 %, науковці, спеціалісти, менеджери — 10,5 %.